# Xavier Henry
Xavier Henry (Gante, 15 de março de 1991) é um basquetebolista profissional norte-americano. Ele jogou basquete universitário em Kansas Jayhawks e foi selecionado pelo Memphis Grizzlies como a 12° escolha geral no Draft da NBA de 2010.
Além dos Grizzlies, ele jogou pelo New Orleans Hornets e Los Angeles Lakers da NBA e pelo Iowa Energy, Los Angeles D-Fenders, Santa Cruz Warriors e Oklahoma City Blue da D-League.

## Carreira no ensino médio
Henry foi nomeado para o McDonald's All-American Game de 2009, onde marcou 14 pontos. Henry também foi selecionado para jogar no Nike Hoop Summit de 2009 no Rose Garden em Portland, onde liderou a equipe EUA com 22 pontos.
Em 14 de março de 2009, ele levou a Putnam City High School a final do campeonato estadual da Classe 6A de Oklahoma, marcando 24 pontos no jogo do título contra a Jenks High School.
Em 22 de outubro de 2008, Henry sofreu um acidente de carro e fraturou a bochecha. Ele teve que fazer uma cirurgia em novembro e perdeu o início de sua última temporada.

### Recrutamento
No final de sua última temporada, Henry foi classificado como o 6° melhor jogador da classe de 2009 pelo Scout.com, 8° melhor jogador pela Rivals.com e 3° melhor jogador da ESPN. Originalmente, Henry foi fortemente recrutado por Memphis e Kansas. Em 18 de novembro de 2008, Henry anunciou seu compromisso com Memphis, citando a oportunidade de jogar ao lado de seu irmão, C.J., como o principal motivo da decisão.
Em março de 2009, o treinador principal de Memphis, John Calipari, assumiu o cargo de treinador na Universidade de Kentucky, levando Henry a reabrir seu recrutamento.
Em 23 de abril, Henry anunciou oficialmente sua escolha de jogar basquete em Kansas: “Eu cresci sempre querendo ir para o Kansas. Mudei para Memphis porque meu irmão estava indo para lá. Agora, com o treinador (John Calipari) saindo (para Kentucky), decidimos ir para Kansas. Estou realmente animado. Foi ali que toda a minha família frequentou."
| Nome | Cidade natal                 | Escola      | Altura | Peso  | Data                |
| --- | ---------------------------- | ----------- | ------ | ----- | ------------------- |
| Xavier Henry SG | Oklahoma City                | Putnam City | 1,98 m | 95 kg | 23 de Abril de 2009 |
| Xavier Henry SG | Recrutamento: Rivais: Scout: |             |        |       |                     |
| - Nota : Em muitos casos, Scout, Rivals, 247Sports e ESPN podem entrar em conflito em suas listas de altura e peso, nestes casos, a média foi obtida. - Fonte: |                              |             |        |       |                     |

## Carreira na faculdade

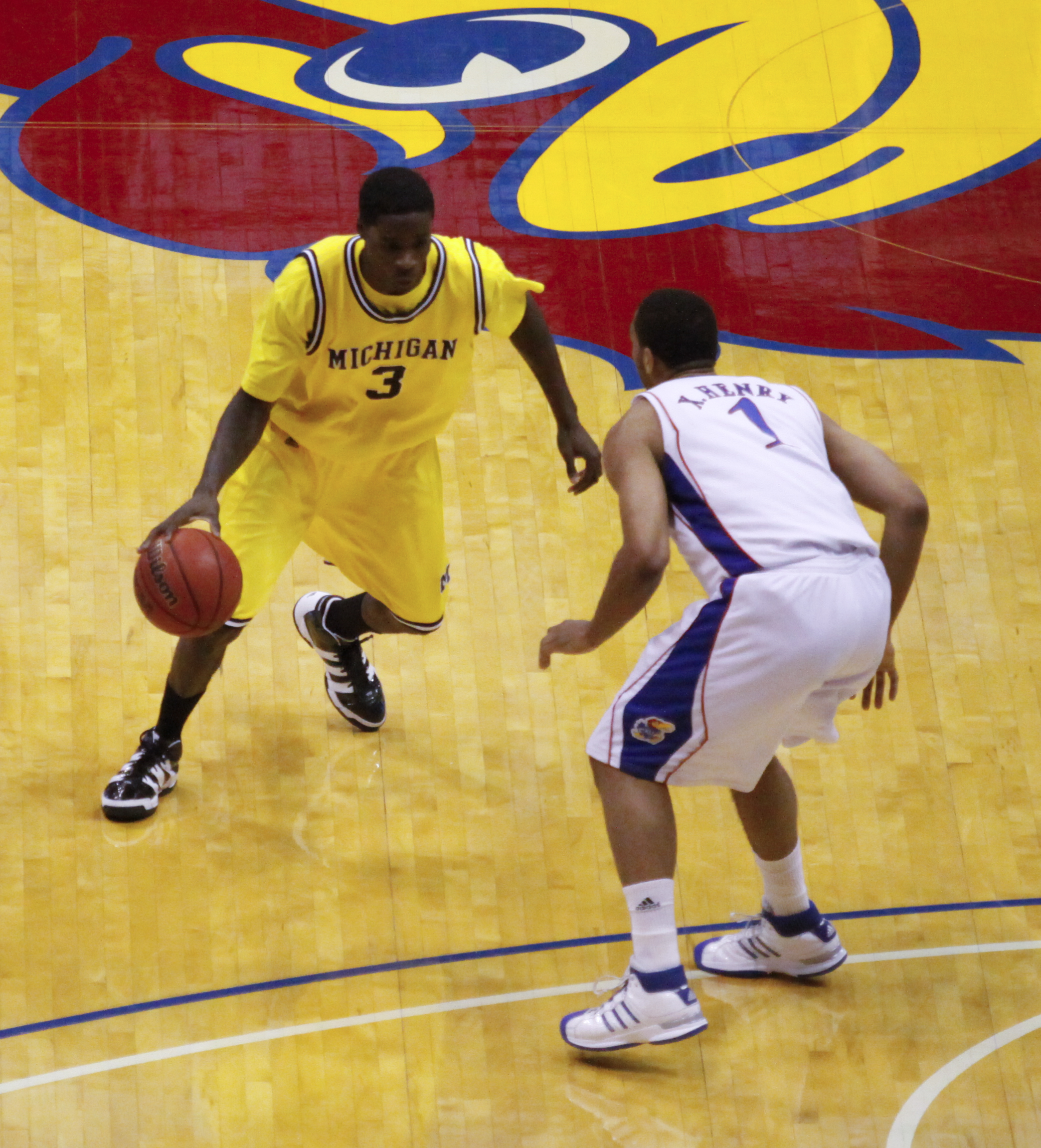
Henry marcando o futuro companheiro de equipe dos Lakers e D-Fenders, Manny Harris, de Michigan, em 19 de dezembro de 2009

Henry marcou 27 pontos em seu primeiro jogo na universidade, quebrando o recorde de mais pontos marcados por um jogador dos Jayhawk em um jogo de estreia como calouro.
Em 12 de dezembro de 2009, Henry marcou 31 pontos contra La Salle no Sprint Center em Kansas City. Ao fazer isso, ele se tornou o primeiro calouro da universidade a marcar 30 pontos em um jogo desde Paul Pierce. Os 31 pontos de Henry foram quatro a menos que o recorde da universidade para pontos marcados por um calouro estabelecido por Danny Manning.
Em sua única temporada em Kansas, ele jogou em 36 jogos e teve médias de 13.4 pontos, 4.4 rebotes, 1.5 assistências e 1.5 roubos de bolas.
Em 7 de abril de 2010, Henry anunciou que renunciaria às suas três últimas temporadas de elegibilidade colegiada e entraria no Draft da NBA de 2010, onde era esperado que ele fosse uma seleção da primeira rodada.

## Carreira profissional

### Memphis Grizzlies (2010–2012)
Em 24 de junho, Henry foi selecionado pelo Memphis Grizzlies como a 12° escolha geral.
Em sua única temporada em Memphis, ele jogou em 38 jogos e teve médias de 4.3 pontos e 1.0 rebotes em 13.9 minutos.

### New Orleans Hornets (2012-2013)
Em 4 de janeiro de 2012, Henry foi adquirido pelo New Orleans Hornets como parte de uma negociação de três equipes que enviou Marreese Speights para Memphis e duas futuras de segunda rodada para o Philadelphia 76ers. Henry foi designado para a Iowa Energy da D-League em 17 de março de 2012.
Em suas duas temporada em New Orleans, ele jogou em 95 jogos e teve médias de 4.6 pontos e 2.1 rebotes em 14.6 minutos.

### Los Angeles Lakers (2013-2014)
Em 5 de setembro de 2013, Henry assinou contrato com o Los Angeles Lakers. Em sua estreia em 29 de outubro de 2013, ele levou os Lakers à vitória por 116-103 sobre o Los Angeles Clippers, marcando 22 pontos.
Em 11 de abril de 2014, Henry passou por uma cirurgia para reparar um ligamento rompido no pulso esquerdo e uma anormalidade da cartilagem no joelho direito.
Em 25 de julho de 2014, Henry assinou novamente com os Lakers para um contrato de um ano e um milhão de dólares.
Em 18 de outubro de 2014, os agentes de Henry anunciaram que ele procuraria uma segunda opinião após sua cirurgia no joelho em 11 de abril, bem como viajaria para a Alemanha para tratamento com Regenokine. Em 24 de novembro, ele foi descartado pelo resto da temporada depois que uma ressonância magnética revelou um rompimento do tendão de Aquiles esquerdo. Em 28 de dezembro de 2014, ele foi dispensado pelos Lakers.
Em suas duas temporada em Los Angeles, ele jogou em 52 jogos e teve médias de 8.7 pontos e 2.3 rebotes em 19.1 minutos.

### Santa Cruz Warriors (2015–2016)
Em 19 de outubro de 2015, Henry assinou com o Golden State Warriors. Ele foi dispensado apenas quatro dias depois.
Em 2 de novembro, ele foi adquirido pelo Santa Cruz Warriors da D-League como jogador afiliado do Golden State. Em 19 de fevereiro de 2016, ele estreou no Santa Cruz com uma derrota por 116-100 para o Rio Grande Valley Vipers, com 14 pontos, quatro rebotes, uma assistência e dois bloqueios em 16 minutos.

### Oklahoma City Blue (2016-2017)
Em 12 de setembro de 2016, Henry assinou com o Milwaukee Bucks, mas depois foi dispensado pela equipe em 23 de setembro. Em 3 de novembro, ele foi adquirido pelo Oklahoma City Blue da D-League (agora renomeado para G-League).

## Vida pessoal
Henry é um cristão, ele falou sobre sua fé dizendo: "Entendo que o mundo não é tudo sobre mim. Quero levar as pessoas a Cristo, fazer o melhor que posso e tornar a vida útil. A vida é sobre outras coisas. É ajudar as pessoas e ser uma servo de todo mundo."
Henry nasceu em Ghent, Bélgica, onde seu pai jogou basquete profissional no início dos anos 90. Seu irmão mais velho, C. J. Henry, foi escolhido com a 17ª escolha na primeira rodada do draft de 2005 da Major League Baseball.

## Estatísticas na NBA

### Temporada regular
| Ano      | Time        | PJ  | MPJ  | AP   | 3P   | LL   | RT  | AS  | BR  | TO | PPJ  |
| -------- | ----------- | --- | ---- | ---- | ---- | ---- | --- | --- | --- | -- | ---- |
| 2010–11  | Memphis     | 38  | 13.9 | .406 | .118 | .635 | 1.0 | .5  | .3  | .1 | 4.3  |
| 2011–12  | New Orleans | 45  | 16.9 | .395 | .412 | .612 | 2.4 | .8  | .6  | .2 | 5.3  |
| 2012–13  | New Orleans | 50  | 12.5 | .410 | .364 | .630 | 1.8 | .3  | .3  | .1 | 3.9  |
| 2013–14  | L.A. Lakers | 43  | 21.1 | .417 | .346 | .655 | 2.7 | 1.2 | 1.0 | .2 | 10.0 |
| 2014–15  | L.A. Lakers | 9   | 9.6  | .231 | .000 | .583 | .4  | .3  | .3  | .0 | 2.2  |
| Carreira | Carreira    | 185 | 15.7 | .406 | .325 | .635 | 1.9 | .6  | .5  | .1 | 5.7  |

Fonte: